# Eye-Fi

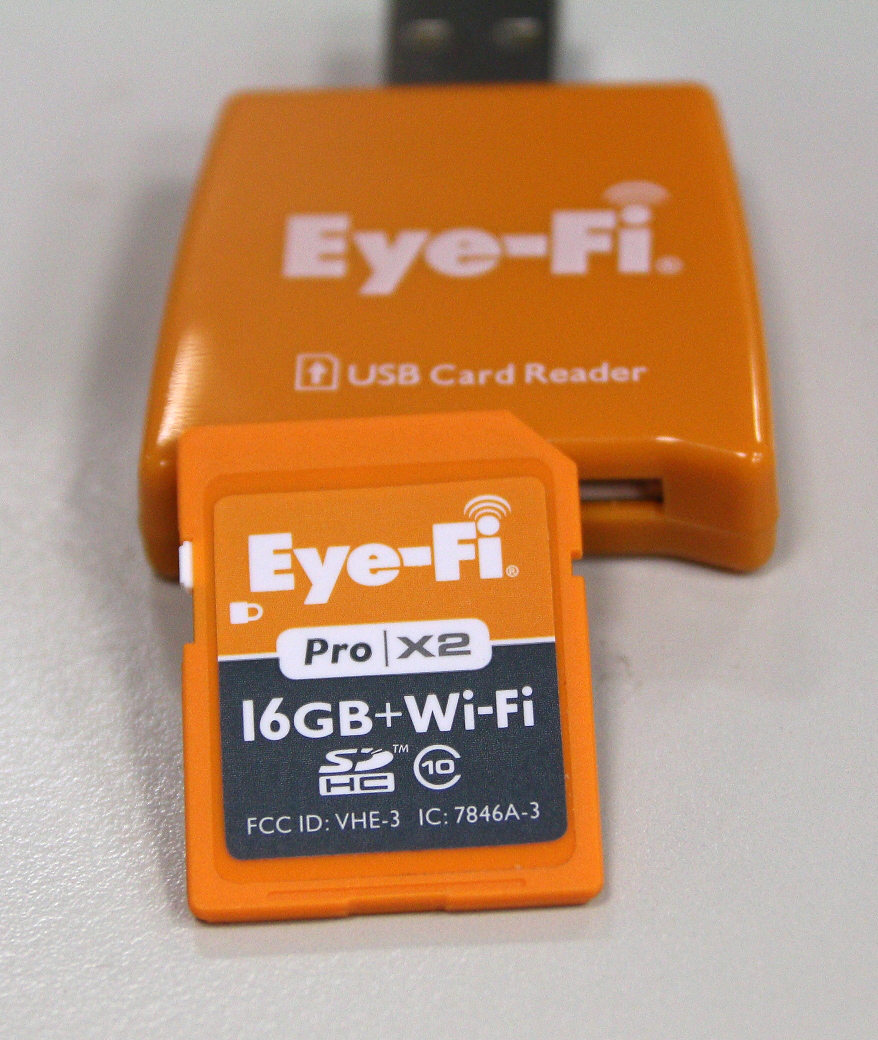
16 GB Eye-Fi

Eye-Fi è un'azienda con sede a Mountain View, California, che produce schede di memoria Secure Digital con capacità Wi-Fi.
Usando una scheda Eye-Fi in una fotocamera si possono inviare foto, senza fili, a computer con Microsoft Windows o Mac OS X o a dispositivi portatili come telefonini cellulari e tablet (con iOS o Android).
Per impostazione predefinita ogni singola immagine viene inviata senza fili ai server di Eye-Fi.
Alcuni modelli permettono di condividere foto con blog, e siti di sociali network come Flickr, Picasa, Facebook e PhotoBucket; alcuni modelli permettono anche il caricamento di video su computer e YouTube.
Eye-Fi fu fondata nel 2005 da Yuval Koren, Ziv Gillat, Eugene Feinberg e Berend Ozceri. Jef Holove è diventato amministratore delegato nel settembre 2007 con Yuval Koren che prende il suo il posto nel maggio 2011. Per il mercato europeo l'azienda ha intrapreso una partnership con la connazionale SanDisk e da questo connubio sono nate le schede SanDisk Eye-Fi. Questa partnership tuttavia è terminata il 30 giugno 2016. Ha poi iniziato un'altra partnership con Toshiba, aggiornando le app Eye-Fi per supportare le schede FlashAir e farle lavorare con il servizio Eye-Fi Cloud (di proprietà di Ricoh). Le schede FlashAir W-04, di quarta generazione, offrono inoltre una maggiore flessibilità rispetto alle precedenti grazie alla funzione “Eyefi Connected” integrata che impedisce lo spegnimento automatico di una fotocamera quando si collega in modalità wireless alla scheda FlashAir. Dal settembre 2016 il pulsante "Shop Now" sul sito di Eye-Fi riportava alle schede FlashAir di Toshiba su Amazon.
Ha ricevuto numerosi premi.

## Specifiche tecniche delle schede Eye-Fi
- Sicurezza Wi-Fi: statica WEP 64/128, WPA-PSK, WPA2-PSK
- Portata: 274 m all'aperto e 13,7 all'interno
- Capacità: 2, 4, 8 o 16 GB
- Alimentazione: attraverso il dispositivo
- Dimensioni della scheda: SD standard 32 mm x 24 mm x 2,1 mm
- Peso della scheda: 2,835 grammi (0,1 oz)
- Protocollo Wireless: 802.11b/g/n